# 美珍樓

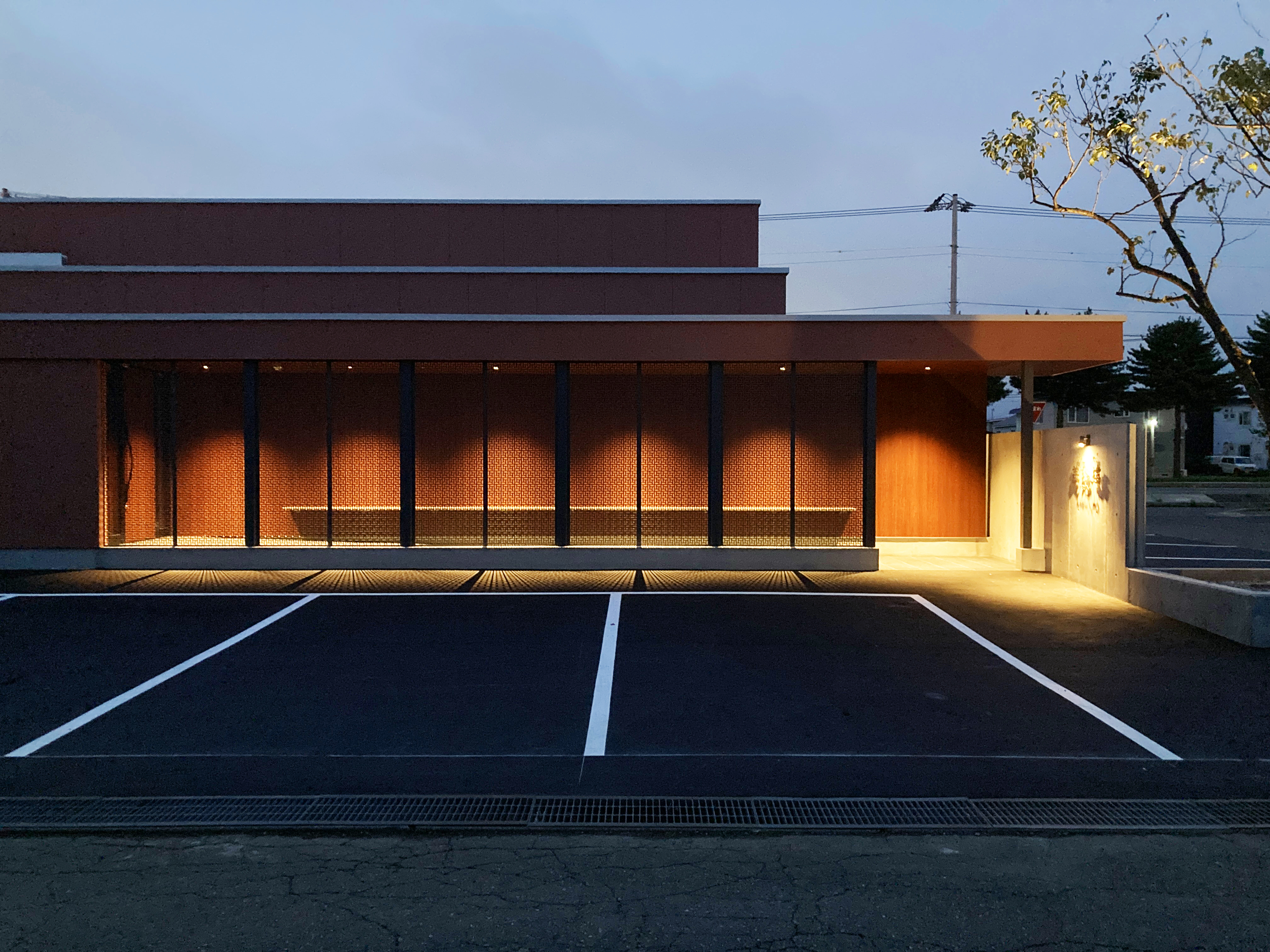

美珍樓（みちんろう）は、北海道帯広市にある中国料理店。1967年創業

## 店名の由来
創業当時の店名は「東天紅」であったが、東京都台東区に本社を置く中華料理レストラン東天紅より店名変更依頼が来たため1970年に美珍樓に改名。美珍樓の名は、創業者の鈴木真の修行先である横浜中華街萬珍樓から譲り受ける。（当時萬珍樓は、聘珍樓と美珍樓を横浜中華街で経営していた）